# ارساین (نوادا)
ارساین، نوادا (به انگلیسی: Ursine, Nevada) یک سکونتگاه مسکونی در ایالات متحده آمریکا است که در شهرستان لینکلن، نوادا واقع شده‌است.

## خصوصیات
ارساین ۱۱٫۲ کیلومترمربع مساحت و ۹۱ نفر جمعیت دارد.